# Хорнунг, Эрнест Уильям
Эрнест Уильям Хорнунг (англ. Ernest William Hornung, известный также как Вилли Хорнунг; 7 июня 1866 — 22 марта 1921) — английский писатель и журналист, создатель серии романов о Раффлсе — взломщике-любителе эпохи викторианской Англии.

## Биография
Хорнунг — третий сын Джона Питера Хорнунга (1821—1886), торговца углем и лесом, эмигрировавшем из Венгрии, и англичанки Харриет Армстронг (1824—1896) — родился 7 июня 1866 года в имении Кливленд Виллас в Мартоне неподалёку от Мидлсбро и учился в школе Аппингем (Uppingham School, Рутленд) в годы, когда ею руководил известный педагог своего времени Эдвард Тринг. Здесь он впервые проявил литературные способности и стал печататься в школьной газете.
Болезненный и слабый мальчик, из-за близорукости с раннего возраста носивший очки и страдавший врождённой астмой, Вилли (как звали его близкие) в 1884 году по состоянию здоровья вынужден был уехать на два года в Австралию. Здесь он преподавал, писал для Sidney Bulletin, а также работал на овцеводческих фермах. Несмотря на то, что пребывание Хорнунга здесь было недолгим, впечатления от поездки окрасили всю его дальнейшую литературную деятельность — начиная с комедии «A Bride from the Bush» (1899) и заканчивая «Old Offenders and a few Old Scores», книги, которая вышла после его смерти.
По возвращении из Англии Хорнунг занялся журналистской деятельностью. В сентябре 1893 года он женился на Констанции (Конни) Эйми Монике Дойл (1868—1924), сестре Артура Конан Дойла. Последний стал крестным отцом его сына, Артура Оскара Хорнунга, родившегося 24 марта 1895 года.
В Лондоне Хорнунг поселился в районе Марилебон. Здесь он познакомился и сдружился со многими другими будущими писателями, среди которых были Джером К. Джером, Джеймс Мэтью Барри, Хилэр Беллок, Джордж Гиссинг и Редьярд Киплинг.
Первая книга Хорнунга, комедия манер «A Bride from the Bush», вышла в 1890 году. Затем последовали «Under Two Skies» (1892), «Irralie’s Bushranger» (1896) и «Dead Men Tell No Tales». (1897).
Хорнунг был страстным любителем крикета и членом клуба The Marylebone Cricket Club, хотя по состоянию здоровья почти не участвовал в соревнованиях. Он вступил в Писательское общество (Society of Authors) и был членом Реформ-клуба, где, несмотря на замкнутость и застенчивость, пользовался любовью и уважением за доброту и чувство юмора.

### Раффлс
В 1898 году в журнале Cassell’s Magazine появился первый рассказ о Раффлсе, викторианском взломщике-любителе. Первые же рассказы этой серии принесли писателю общенациональную известность и были позже опубликованы под общим заголовком «The Amateur Cracksman» (1899). Из той же серии — сборники «The Black Mask» (1901), «A Thief in the Night» (1905) и роман «Mr. Justice Raffles» (1909). Кроме того, Хорнунг в соавторстве с Юджином Пресби написал пьесу «Raffles, The Amateur Cracksman» (1903).
Прототипом взломщика-любителя стал Джордж Ивз, криминолог из Кембриджа и талантливый игрок в крикет. Ивз был скрытым гомосексуалистом, и хотя Хорнунг о том не подозревал, он интуитивно изобразил довольно-таки близкие отношения между Раффлсом и его подручным, Банни Мендерсом.
Многие считали, что дуэт Раффлс-Банни — не более чем обратная карикатура на Шерлока Холмса и доктора Ватсона (сам Конан Дойл не одобрял этого пародийного начинания своего родственника, считая, что нельзя делать героем преступника). Но есть мнение, что таким образом автор изобразил отношения Оскара Уайльда и лорда Альфреда «Бози» Дугласа. Признавая влияние Конан Дойла, Хорнунг посвятил последнему «The Amateur Cracksman», надписав: «To ACD This Form of Flattery» («АКД: в качестве комплимента»).
Литературная критика высоко оценила рассказы о Раффлсе, отметив изобретательность сюжетов и отточенность стиля. Впоследствии начались споры об истинных причинах популярности этого персонажа. Многие отмечали, что помимо безупречных аристократических манер главного героя и его верности моральным принципам, немалую роль сыграло нарастающее общественное недовольство гнетущей атмосферой викторианской эпохи. Считается, что Раффлс — первый пример антигероя в современной литературе.
Рассказы о Раффлсе позже не раз адаптировались для театра и кино; в 1970-х годах по их мотивам был снят известный телесериал.

### Последние годы
После того как единственный сын Хорнунга Артур погиб 6 июля 1915 года, писатель отправился на фронт, где служил в подразделениях противовоздушной обороны. В эти дни он писал лишь стихи: они были опубликованы в 1917 году в сборниках «Wooden Crosses», «Bond And Free» и в 1919 году — в «The Young Guard». По возвращении домой он опубликовал «Notes of a Camp-Follower on the Western Front» (1919), подробное описание своих впечатлений.
Хорнунг скончался от осложнений после гриппа 22 марта 1921 года во французском городе Сен-Жан-де-Люз и был похоронен на центральном городском кладбище, неподалёку от могилы своего друга Джорджа Гиссинга.

## Произведения
- A Bride from the Bush. Smith, Elder, and Company, London, 1890.
- Under Two Skies. A. & C. Black, London, 1892.
- The Boss of Taroomba. Bliss, Sands, and Foster, London, 1894.
- The Unbidden Guest. Longmans, Green, and Company, London, 1894.
- The Rogue’s March. Cassell & Company, London, 1896.
- Irralie’s Bushranger. Neville Beatman Ltd., London, 1896.
- My Lord Duke. Scribner’s, New York, 1896.
- Young Blood. Cassell and Company, London, 1898.
- Some Persons Unknown. Cassell and Company, London, 1898.
- Dead Men Tell No Tales. Methuen and Company, London, 1899.
- The Amateur Cracksman. Methuen and Company, London, 1899.
- The Belle of Toorak. Grant Richards, London, 1900. (aka The Shadow of a Man)
- Peccavi. Grant Richards, London, 1900.
- The Black Mask. Grant Richards, London, 1901. (aka Raffles, Further Adventures of the Amateur Cracksman)
- The Shadow of the Rope. Chatto & Windus, London, 1902.
- At Large. Scribner’s, New York, 1902.
- A Thief in the Night. Chatto & Windus, London, 1905.
- Stingaree. Chatto & Windus, London, 1905.
- Mr. Justice Raffles. Smith, Elder, and Company, London, 1909.
- Fathers of Men. Smith, Elder, and Company, London, 1912. Collections of Short Fiction
- The Crime Doctor. Eveleigh Nash, London, 1914.
- Old Offenders and a Few Old Scores. John Murray, London, 1923.
- The Complete Short Stories of Raffles — The Amateur Cracksman. St. Martin’s Press, New York, 1984. ISBN 0-285-62640-X[4]